# Sam Heughan
Sam Roland Heughan (Dumfries and Galloway, 30 de abril de 1980) es un actor escocés.

## Biografía
Estudió en la Royal Scottish Academy of Music and Drama en Glasgow.
En 2004, interpretó a Philip Dorr en la miniserie Island at War.
En 2007 participó en un episodio de la serie Rebus.
El 30 de septiembre de 2009, se unió al elenco de la serie médica Doctors donde interpretó al vendedor de medicamentos Scott Nielson.
En 2010 personificó a un joven Alejandro Magno en la película Young Alexander the Great.
Desde agosto de 2014 protagoniza la serie Outlander, donde interpreta a Jamie Fraser, un guerrero escocés de 1743.
Integró el elenco de la película The Spy Who Dumped Me, que se estrenó en 2018. En 2020, interpretó a Jimmy Dalton en la película Bloodshot. Recibió el premio a mejor actor internacional 2022 de la revista Esquire.

## Trabajos

### Televisión
| Año           | Título           | Personaje       | Notas                            |
| ------------- | ---------------- | --------------- | -------------------------------- |
| 2004          | Island at War    | Philip Dorr     | 5 episodios                      |
| 2005          | River City       | Andrew Murray   | 3 episodios                      |
| 2006          | The Wild West    | John Tunstall   | episodio "Billy the Kid"         |
| 2007          | Rebus            | Peter Carr      | episodio "Knots and Crosses"     |
| 2007          | Party Animals    | Adrian Chapple  | 2 episodios                      |
| 2007          | Midsomer Murders | Ian King        | T10 E3 Episodio "King's Crystal" |
| 2009          | Doctors          | Scott Nielson   |                                  |
| 2010          | Any Human Heart  | Teniente McStay | episodio 1.2                     |
| 2014-presente | Outlander        | Jamie Fraser    |                                  |

### Cine
| Año  | Título                     | Personaje                     |
| ---- | -------------------------- | ----------------------------- |
| 2001 | Small Moments              |                               |
| 2007 | A Very British Sex Scandal | Edward McNally                |
| 2009 | Breaking the Mould         | Charles Fletcher              |
| 2010 | Young Alexander the Great  | Alejandro Magno               |
| 2010 | First Light                | Geoffrey "Boy" Wellum         |
| 2011 | A Princess for Christmas   | Príncipe Ashton de Castlebury |
| 2014 | Emulsion                   | Ronny Maze                    |
| 2014 | Heart of Lightness         | Lyngstrand                    |
| 2016 | When the Starlight Ends    | Jacob                         |
| 2018 | The Spy Who Dumped Me      | Sebastian Henshaw             |
| 2020 | Bloodshot                  | Jimmy Dalton                  |

### Teatro
| Año       | Obra                    | Personaje                 | Director (a)                     | Teatro                   |
| --------- | ----------------------- | ------------------------- | -------------------------------- | ------------------------ |
|           | Amphibians              | Max                       | Cressida Brown                   | Bridewell Theatre        |
|           | The Talented Mr. Ripley | Richard Greenleaf         | Raz Shaw                         |                          |
|           | The Twist               | Bird                      | Kenny Millar                     | Citizens Theatre         |
|           | Prometeo encadenado     | Hermes                    | Ross Stein                       | RSAMD Theatre            |
|           | Crime & Punishment      | Razumikhin                | Hugh Hodgart                     | RSAMD Theatre            |
|           | La gaviota              | Konstantin                | Katya Kamotskaia                 | RSAMD Theatre            |
| 2002      | Outlying Islands        | John                      | Philip Howard                    | Royal Court Theatre      |
| 2005      | Cuchillos en gallinas   | Pony William              | Guy Hollands                     | TAG Theatre              |
| 2007      | The Pearl Fisher        | Roderick y Tío Eddie      | Philip Howard                    | Traverse Theatre         |
| 2007      | Hamlet                  | Guildenstern y Fortinbras | Guy Hollands                     | Citizens Theatre         |
| 2007      | The Vortex              | Tom Veryan                | Jo Combes                        | Royal Exchange Theatre   |
| 2008      | Macbeth                 | Malcolm y asesino         | Lucy Pitman-Wallace              | Royal Lyceum Theatre     |
| 2008      | Romeo y Julieta         | Paris                     | James Brining                    | Dundee Repertory Theatre |
| 2009      | Plague Over England     | Gregory                   | Tamara Harvey                    | Duchess Theatre          |
| 2011-2012 | Batman Live             | Batman/Bruce Wayne        | Anthony Van Laast y James Powell |                          |
| 2012      | El rey Juan             | Juan I de Inglaterra      | Phillip Howard                   | Oran Mor Theatre         |

## Premios y nominaciones
| Año  | Categoría                              | Premio                           | Trabajo                  | Resultado |
| ---- | -------------------------------------- | -------------------------------- | ------------------------ | --------- |
| 2017 | Favorite Sci-Fi-Fantasy Actor          | People's Choice Award            | Outlander                | Ganador   |
| 2016 | Best Actor in a Drama Series           | Critics' Choice Television Award | Outlander                | Nominado  |
| 2016 | Actor Television                       | BAFTA Scotland                   | Outlander                | Nominado  |
| 2016 | Best Actor on Television               | Saturn                           | Outlander                | Nominado  |
| 2016 | Favorite Sci-Fi/Fantasy TV Actor       | People's Choice Award            | Outlander                | Nominado  |
| 2014 | Best Supporting Actor on Television    | Saturn                           | Outlander                | Nominado  |
| 2014 | Favorite Duo (junto a Caitriona Balfe) | TV Guide Award                   | Outlander                | Ganador   |
| 2012 | Most Inspirational Television Acting   | Grace Award                      | A Princess for Christmas | Nominado  |
| 2010 | Villain Of The Year                    | British Soap Award               | Doctors                  | Nominado  |
| 2003 | Most Promising Newcomer                | Laurence Olivier                 | Outlying Islands         | Nominado  |